# Castellers de Sydney
Els Castellers de Sydney són una colla castellera de Sydney, Austràlia. Porten la camisa de color daurat, un dels colors nacionals d'Austràlia. Els seus millors castells són el 4d6a, 4d6 i 3d6. Desenvolupen la seva activitat juntament amb el Casal Català de New South Wales.

## Història
Els Castellers de Sydney van començar a assajar pel dia de Sant Jordi de 2016, on hi van alçar el seu primer pilar de 3. El primer pilar de 4 va arribar a la Castanyada d'aquell mateix any. El primer castell de 6 va arribar en forma de 4 de 6 el setembre de 2017, per la Diada Nacional de Catalunya a Sydney. Aquest castell va ser el primer alçat a Oceania i el més llunyà de Catalunya mai fet.
La millor actuació de la colla va arribar el febrer de 2018 per la Festa Major de Sydney organitzada pel Casal Català de New South Wales. Hi van completar el 4 de 6, el 4 de 6 amb l'agulla (el primer de la seva història) i el 3 de 6, signant així la seva primera actuació amb tres castells de sis de la història. El mateix any 2018 van ser apadrinats pels Minyons de Terrassa i els Castellers de Barcelona.